# Linea Koumi

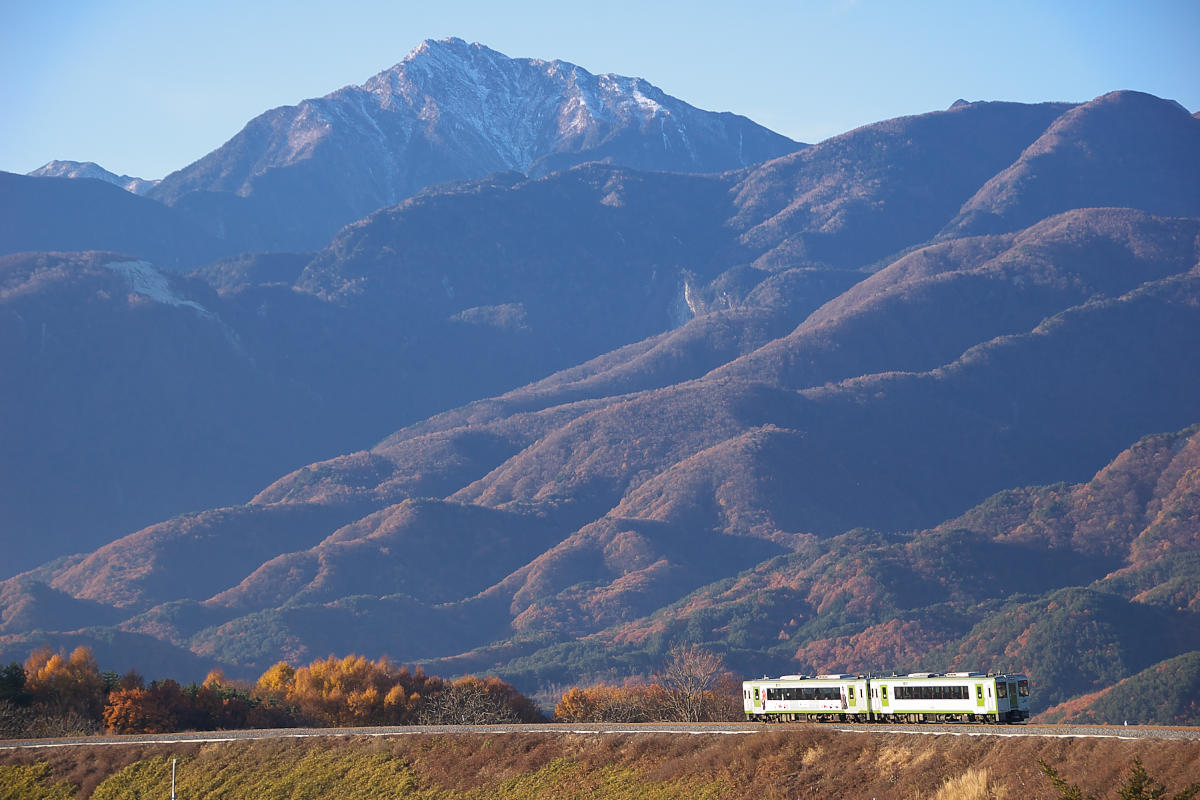
Un treno in corsa vicino a Kobuchizawa

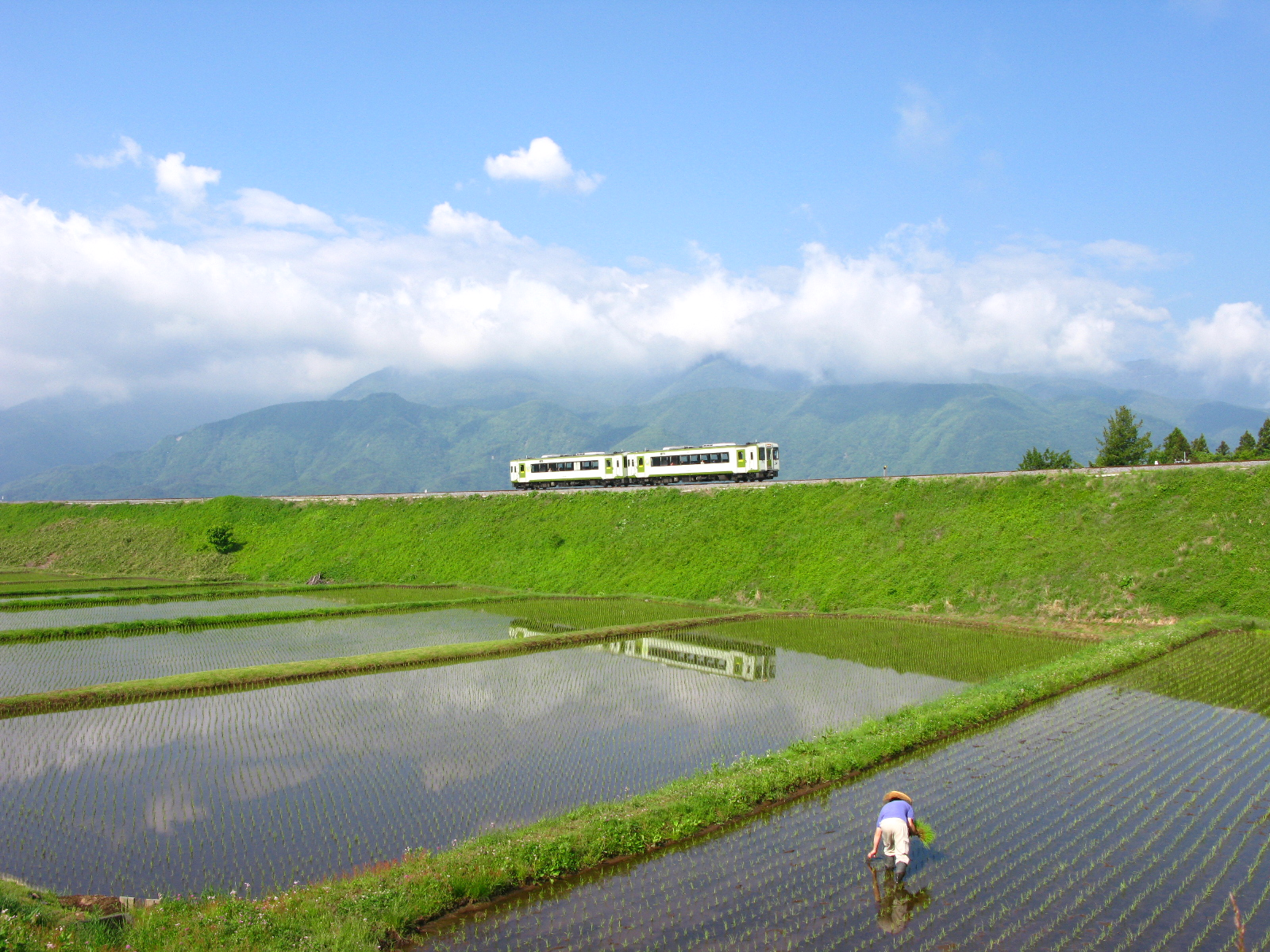
Un treno della serie 110 in passaggio fra le risaie

La linea Koumi (小海線?, Koumi-sen) è una linea ferroviaria montana giapponese a carattere regionale gestita dalla JR East a scartamento ridotto che collega le stazioni di Kobuchizawa nella cittadina di Hokuto della prefettura di Yamanashi e di Komoro, nell'omonima città della prefettura di Nagano.

## Servizi
La linea è percorsa da treni che fermano in tutte le stazioni. Una particolarità della linea è la sua altitudine, e in particolare la stazione di Nobeyama sede dell'omonimo osservatorio, con i suoi 1345 metri, è la più alta di tutto il Giappone. La tortuosità della ferrovia e l'elevato numero di stazioni (31 su 78,9 km) fanno sì che i tempi di percorrenza superino le due ore e mezzo, dando comunque in cambio panorami dalla riconosciuta bellezza.

## Stazioni
| Stazione         | Giapponese | Distanza | Distanza | Collegamenti          |    | Posizione             | Posizione |
| Stazione         | Giapponese | Interst. | Totale   | Collegamenti          |    | Posizione             | Posizione |
| ---------------- | ---------- | -------- | -------- | --------------------- | -- | --------------------- | --------- |
| Kobuchizawa      | 小淵沢     | -        | 0.0      | Linea principale Chūō | ∨  | Hokuto                | Yamanashi |
| Kai-Koizumi      | 甲斐小泉   | 7.1      | 7.1      |                       | ◇  | Hokuto                | Yamanashi |
| Kai-Ōizumi       | 甲斐大泉   | 5.1      | 12.2     |                       | ◇  | Hokuto                | Yamanashi |
| Kiyosato         | 清里       | 5.3      | 17.5     |                       | ◇  | Hokuto                | Yamanashi |
| Nobeyama         | 野辺山     | 5.9      | 23.4     |                       | ◇  | Minamimaki Minamisaku | Nagano    |
| Shinano-Kawakami | 信濃川上   | 8.1      | 31.5     |                       | ◇  | Kawakami Minamisaku   | Nagano    |
| Saku-Hirose      | 佐久広瀬   | 3.4      | 34.9     |                       | ｜ | Minamimaki Minamisaku | Nagano    |
| Saku-Uminokuchi  | 佐久海ノ口 | 4.8      | 39.7     |                       | ◇  | Minamimaki Minamisaku | Nagano    |
| Umijiri          | 海尻       | 2.4      | 42.1     |                       | ｜ | Minamimaki Minamisaku | Nagano    |
| Matsubarako      | 松原湖     | 2.7      | 44.8     |                       | ｜ | Koumi Minamisaku      | Nagano    |
| Koumi            | 小海       | 3.5      | 48.3     |                       | ◇  | Koumi Minamisaku      | Nagano    |
| Managashi        | 馬流       | 1.6      | 49.9     |                       | ｜ | Koumi Minamisaku      | Nagano    |
| Takaiwa          | 高岩       | 1.8      | 51.7     |                       | ｜ | Sakuho Minamisaku     | Nagano    |
| Yachiho          | 八千穂     | 2.2      | 53.9     |                       | ◇  | Sakuho Minamisaku     | Nagano    |
| Kaize            | 海瀬       | 2.6      | 56.5     |                       | ｜ | Sakuho Minamisaku     | Nagano    |
| Haguroshita      | 羽黒下     | 1.3      | 57.8     |                       | ◇  | Sakuho Minamisaku     | Nagano    |
| Aonuma           | 青沼       | 1.7      | 59.5     |                       | ｜ | Saku                  | Nagano    |
| Usuda            | 臼田       | 1.4      | 60.9     |                       | ◇  | Saku                  | Nagano    |
| Tatsuokajō       | 龍岡城     | 1.2      | 62.1     |                       | ｜ | Saku                  | Nagano    |
| Ōtabe            | 太田部     | 2.0      | 64.1     |                       | ｜ | Saku                  | Nagano    |
| Nakagomi         | 中込       | 1.4      | 65.5     |                       | ◇  | Saku                  | Nagano    |
| Namezu           | 滑津       | 1.0      | 66.5     |                       | ｜ | Saku                  | Nagano    |
| Kita-Nakagomi    | 北中込     | 1.9      | 68.4     |                       | ｜ | Saku                  | Nagano    |
| Iwamurada        | 岩村田     | 2.2      | 70.6     |                       | ◇  | Saku                  | Nagano    |
| Sakudaira        | 佐久平     | 0.9      | 71.5     | Nagano Shinkansen     | ｜ | Saku                  | Nagano    |
| Nakasato         | 中佐都     | 0.9      | 72.4     |                       | ｜ | Saku                  | Nagano    |
| Misato           | 美里       | 1.4      | 73.8     |                       | ｜ | Komoro                | Nagano    |
| Mitsuoka         | 三岡       | 1.5      | 75.3     |                       | ◇  | Komoro                | Nagano    |
| Otome            | 乙女       | 1.1      | 76.4     |                       | ｜ | Komoro                | Nagano    |
| Higashi-Komoro   | 東小諸     | 1.0      | 77.4     |                       | ｜ | Komoro                | Nagano    |
| Komoro           | 小諸       | 1.5      | 78.9     | Ferrovia di Shinano   | ∧  | Komoro                | Nagano    |

## Materiale rotabile
- Automotrice KiHa E200
- Automotrice KiHa 110